# Magnus Friedrich op dem Hamme gen. von Schoeppingk

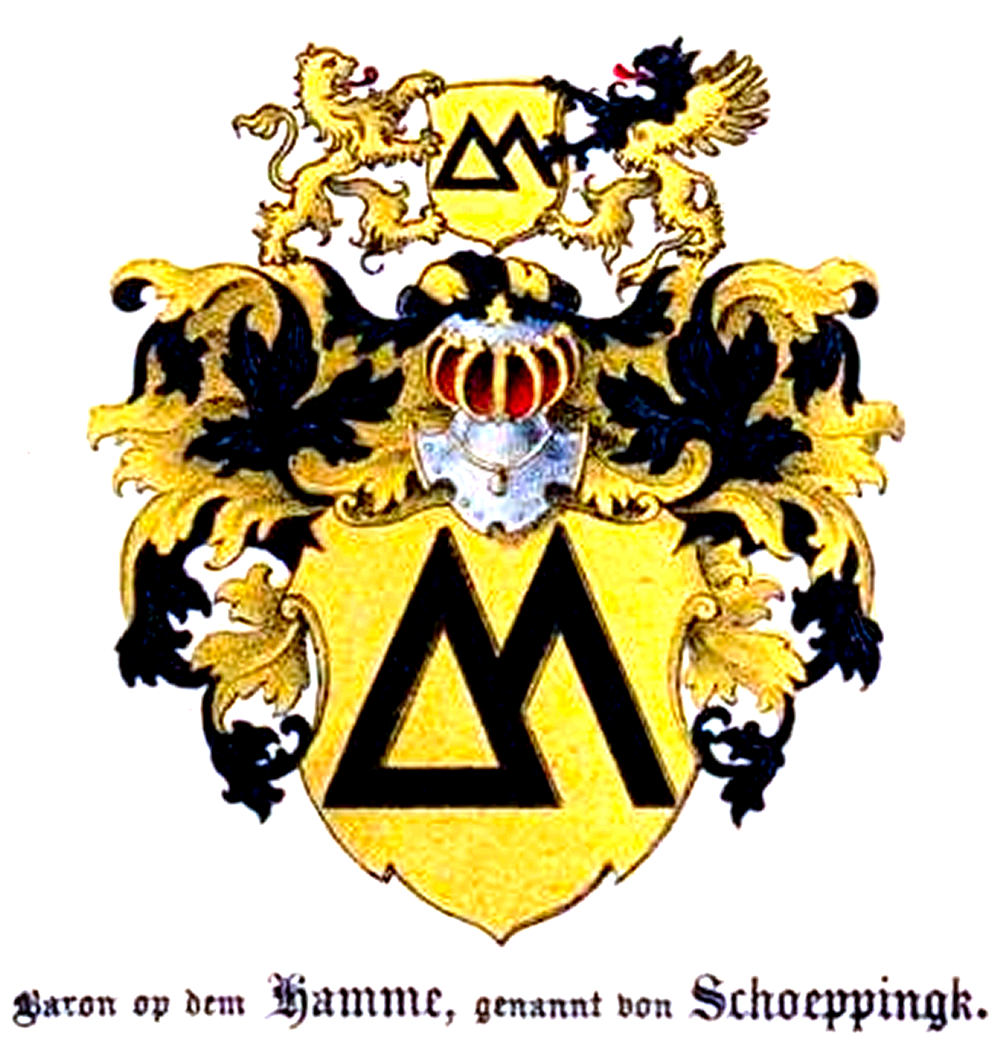
Familienwappen derer Op dem Hamme gen. von Schoeppingk

Magnus Friedrich op dem Hamme gen. von Schoeppingk (* 11. November 1779; † 23. November 1855 in Mitau) war ein deutsch-baltischer Freiherr, Herr auf Bornsmünde und russischer Geheimrat.

## Leben
Seine militärische Laufbahn in der Kaiserlich-russischen Armee begann er im Jahre 1799 bei der Russischen Garde zu Pferde in Sankt Petersburg. 1802 wurde er zum Rittmeister befördert und 1804 erhielt er als Oberst seinen Abschied.
1805 wurde er zum Kammerherrn ernannt, dieses Amt bekleidete er bis in das Jahr 1815, dann wurde er Mitglied im Verwaltungsrat der Assignatenbank und Direktor des Wechseldiskont-Kontore. Letztlich wurde er zum Geheimrat ernannt. Er war Fideikommissbesitzer des Ritterguts Bornsmünde und Besitzer des Landguts Lambertshof (1833–1834) und Greyersdorf.

## Herkunft und Familie
Magnus Friedrich stammte aus dem baltischen Uradel Op dem Hamme gen. von Schoeppingk. Seine Eltern waren Dietrich Ernst op dem Hamme gen. von Schoeppingk (1749–1818) und Elisabeth von Stackelberg (1760–1837). Sein Bruder war der russische Generalmajor Otto Friedrich op dem Hamme gen. von Schoeppingk (1790–1874). 
Im Jahre 1817 heiratete er die Gräfin Dorothea von Medem, Erbin von Keweln im Kurland. Ihr Sohn Alexis (1820–1855) war mit Alexandra Gräfin von Lieven (1831–1914) verheiratet.